# Kvassay híd
A Kvassay Jenőről elnevezett híd a Csepel-sziget északi részét köti össze Budapest IX. kerületével.

## Története
Az 1926-1927 között épült Szabadkikötőhöz vezető út közvetlenül a felső torkolati hajózsilip alatt keresztezi a ráckevei (soroksári) Duna-ágat. A Gubacsi híddal egy időben épült 2x1 sávos rácsos közúti hidat a Kikötőügyek Kormánybiztossága építette Dieter János tervei szerint.
A kétnyílású, rácsos, szegmens alakú gerendahíd, egyszeri rácsozással, 47,2-47-2 m-es kéttámaszú tartóval, alsópályás elrendezéssel épült. A keszon alapú pillérek falazatait a Zsigmondy Béla cég 1926-ban, a vasszerkezetet a Magyar kir. Állami Vas-, Acél és Gépgyárak (MÁVAG) építette 1927-ben, utóbbi saját tervei szerint.
A vasszerkezet 316 t. A híd teljes szélessége 14,04 m, melyből 7,5 m a kocsipálya és 3,3-3,3 m a kétoldali gyalogjárda. A hídon 1928 októberétől kezdve a csepeli gyorsvasút megnyitásáig a autóbusz közlekedett. A híd sokat javított a sziget és a környék közlekedésében és kereskedelmében. A zsilippel átellenben 1930-ban adták át az egykori Nagyvásártelepet, a mai Nagybani piac elődjét ahová a vasúton, hajón és közúton érkezett terményeket, zöldségeket, gyümölcsöket, gabonát, húsárut hozták és továbbították a fővárosi piacokra és vásárcsarnokokba.
A második világháborús események során a hidat 1944-ben felrobbantották a német alakulatok. A háború után, 1947-ig ideiglenes fahídon bonyolódott a forgalom, majd 1946–1947 között, változatlan alakban, más hidak roncsanyagainak felhasználásával történt meg a helyreállítása.
A roncsaiból összegyűjtött anyagok – több helyen – lyukakkal gyengített tartóelemekből álltak, ezért azok csökkentették az átkelő teherbírását. A forgalmat részben ezért, részben a korróziós károk miatt, 12 tonnára kellett korlátozni, ami szükségessé tette a híd erősítését. A FŐMTERV (Nagy Zsolt) 1997-ben új híd építésére készített tervet, melynek kivitelezését a Hídépítő Rt. 1999–2000 között végezte el Windisch László irányításával.
Az új híd felsőpályás, folytatólagos, szekrény keresztmetszetű, ortotrop acél pályaszerkezettel, két, egyenként 8,0 m széles hídrészt tartalmaz, 2,2 m széles járdákkal. A korábbival egyező nyílású, 97,04 m hosszú hídszerkezetet a KÖZGÉP Unió gyártotta és szerelte.
A kivitelezés két ütemben készült el. Az új szerkezet először a régi hídtól keletre, a meglévő kiszélesített pillérre épült. Ezalatt a forgalom a régi hídon zajlott. Majd az újonnan épült hídra terelve a forgalmat, a régi híd 320 t acélszerkezetét uszályra épült nehézállványról lebontották és a helyére került új hídrészt a parton állították össze és tolták be a helyére. Az egész építkezés viszonylag rövid idő – 16 hónap – alatt zajlott le, 2000. június 26-án adták át a forgalomnak.
2006-ban a adták át az egykori Vágóhíd kocsiszín helyére épített „Kvassay áttörést”, amely a Csepel-sziget fő útvonalát köti össze a Könyves Kálmán körúttal.

### A csepeli gyorsvasút hídja

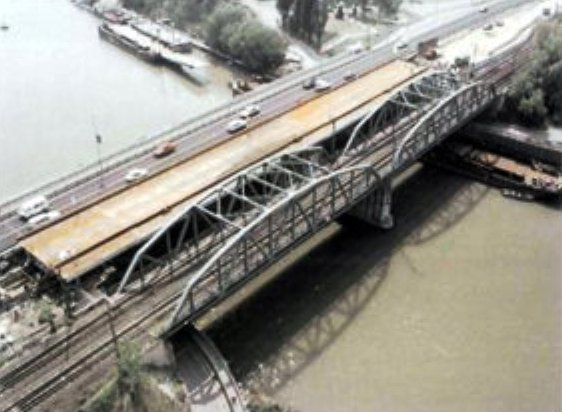
A Kvassy híd, mellette jobbra az 1951-ben épült gyorsvasúti híd

1949-ben a pártvezetés a hároméves terv egyik beruházásaként a Csepeli HÉV kiépítését rendelte el. A gyorsvasút nyomvonala a soroksári Duna-ágat a már meglévő szigetcsúcsi közúti híd nyugati oldalán keresztezte. A híd kétvágányú, keresztmetszetének szélessége 9,1 m, a pályaszint fölötti magasság 5,8 m, acélszerkezete kb. 1 m-rel magasabban feküdt, mind a 30 évvel korábban épült azonos kiképzésű párja.  Az akkori kétnyílású, szegmens alakú, rácsos híd mellé, új keszon alapokon nyugvó, ugyancsak 2x47,2 m nyílású vasúti híd épült.
A híd tervei az Állami Mélyépítéstudományi és Tervező Intézetnél készültek, tervezői Sávoly Pál és Ritter Mór. A 720 t súlyú karbonacélból készült hidat a MÁVAG gyártotta és szerelte. A gyorsvasút megnyitásakor, 1951. május 1-jén adták át a forgalomnak. A hídon az engedélyezett sebesség 40 km/h volt.

#### Felújítás
2020 júniusában vette kezdetét a H7-es HÉV hídjának felújítása, emiatt abban az évben vonatpótló buszok jártak a vonal egy részén: június 13–21. között egyáltalán nem jártak a vonatok, a pótlóbuszok a Boráros tér és a Szent Imre tér között, június 22-től az év végéig pedig a Boráros tér és az újonnan létesített Kvassay híd megállóhely nevű, ideiglenes HÉV-végállomás között közlekedtek (ez utóbbi forgalomba helyezése miatt nem járhattak június 13–21. között a HÉV-ek). A vonatok innen Csepelig továbbra is járni fognak.
2020 december végén jelentették be, hogy várhatóan 2021 augusztusáig a HÉV továbbra is csak a Csepel-szigeten belül közlekedik, mivel a korábbi Vituki-telep helyén felépülő új atlétikai stadionhoz vezető két közúti aluljárót szintén teljes kizárásos vágányzárral kívánják megépíteni.
2021. augusztus 9-étől a HÉV az ideiglenes végállomás elbontása miatt nem üzemelt, szeptember 1-jétől ismét a Boráros térig jár.
A felújítást követően a hídon is a vonalra engedélyezett 60 km/h sebességgel haladhatnak a vonatok.